# Fresenius Medical Care România
Fresenius Medical Care România este o subsidiară a companiei Fresenius Medical Care AG & Co. K Ga A și a fost înființată anul 2000.  Compania este un furnizor român de produse pentru dializă și de servicii pentru tratamentul pacienților cu insuficiență renală.